# Nécine
 (mai 2019).
Si vous disposez d'ouvrages ou d'articles de référence ou si vous connaissez des sites web de qualité traitant du thème abordé ici, merci de compléter l'article en donnant les références utiles à sa vérifiabilité et en les liant à la section « Notes et références ».
Les nécines sont des alcaloïdes dérivant de la pyrrolizidine. Le cycle est substitué par un groupe hydroxyméthyle (–CH2OH) en position 1 et parfois avec une fonction alcool secondaire (–OH) en 7 (rétronécine, héliotridine, platynécine), en 2 (rosmarinécine) ou en 6 (crotanécine).

Biosynthèse de certaines nécines (alcaloïde pyrrolizidine) depuis la putrescine (1) avec l'enzyme clé homospermidine synthétase (HSS) : homospermidine (2); ion iminium (3a, 3b); trachélanthamidine (4); isorétronécanole (5); (-)-rosmarinécine (6); rétronécine (7); otonécine (8); (+)-héliotridine (9).

Leur toxicité dépend de la présence d'une liaison double en 1-2 et au moins une estérification. 
Les acides qui estérifient les nécines sont appelés acides néciques. Ce sont des acides aliphatiques en C5 (acide angélique, acide tiglique), C7 (acide lasiocarpique, (+)-trachélanthique, (-)-viridiflorique, etc.), C8 (acide monocrotalique) ou C10 (acide sénécique, jacobinécique, rétronécique).
La formation de pyrroles impliqués dans la toxicité des alcaloïdes pyrrolizidiniques se comportent comme des agents alkylants vis-à-vis du foie : hépatotoxiques.
Ces alcaloïdes sont présents parmi les bio-composés des familles végétales : Asteraceae, Boraginaceae et Fabaceae.
En 1987 à Lausanne,  une femme a bu de la tisane pectorale de tussilage (Asteraceae) lors de sa grossesse et son bébé est décédé 5 jours après sa naissance.